# Sauce It Up
Sauce It Up è un singolo del rapper statunitense Lil Uzi Vert pubblicato il 25 agosto 2017 estratto dall'album in studio di debutto Luv Is Rage 2. È prodotto da Don Cannon, Michael Piroli e BeldonDidThat. Ha debuttato alla posizione numero 49 della Billboard Hot 100 ed è stato certificato doppio disco di platino negli Stati Uniti.

## Tracce
Testi e musiche di Symere Woods, Donald Cannon.
1. Sauce It Up – 3:25

## Classifiche

### Classifica settimanale
| Classifica (2016)         | Posizione massima |
| ------------------------- | ----------------- |
| Canada                    | 82                |
| Stati Uniti               | 49                |
| Stati Uniti (R&B/Hip-Hop) | 21                |

### Classifiche di fine anno
| Classifica (2016)         | Posizione |
| ------------------------- | --------- |
| Stati Uniti (R&B/Hip-Hop) | 94        |
| Classifica (2017)         | Posizione |
| Stati Uniti (R&B/Hip-Hop) | 60        |